# Яковлевский сельсовет (Асекеевский район)
Яковлевский сельсовет — сельское поселение в Асекеевском районе Оренбургской области Российской Федерации.
Административный центр — село Яковлевка.

## История
9 марта 2005 года в соответствии с законом Оренбургской области № 1893/321-III-ОЗ образовано сельское поселение Яковлевский сельсовет, установлены границы муниципального образования.

## Население
| 2010 | 2012 | 2013 | 2014 | 2015 | 2016 | 2017 |
| ---- | ---- | ---- | ---- | ---- | ---- | ---- |
| 733  | ↘730 | ↘720 | ↘693 | ↘686 | ↘661 | ↘622 |
| 2018 | 2019 | 2020 | 2021 |      |      |      |
| ↘594 | →594 | ↗598 | ↘589 |      |      |      |

## Состав сельского поселения
| № | Населённый пункт | Тип населённого пункта       | Население |
| - | ---------------- | ---------------------------- | --------- |
| 1 | 1314 км          | разъезд                      | 0         |
| 2 | Кисла            | разъезд                      | 0         |
| 3 | Николаевка       | село                         | 65        |
| 4 | Чапаево          | посёлок                      | 218       |
| 5 | Яковлевка        | село, административный центр | 450       |